# Matuz Puerto del Rodeo
Matuz Puerto del Rodeo är en ort i Mexiko, tillhörande kommunen Amatepec i den sydvästra delen av delstaten Mexiko, i den centrala delen av landet. Orten hade 115 invånare vid folkräkningen 2010.